# Prva slovenska nogometna liga 2012-2013
La Prva slovenska nogometna liga 2012-2013 (in lingua italiana: Primo campionato calcistico sloveno 2012-2013), abbreviata in 1. SNL 2012-2013, è stata la ventiduesima edizione della massima serie del campionato di calcio sloveno, disputata tra il 14 luglio 2012 e il 26 maggio 2013 e conclusa con la vittoria del Maribor, al suo undicesimo titolo, terzo consecutivo.
Capocannoniere del torneo fu Marcos Tavares (Maribor), con 16 reti.
Nel ranking UEFA 2012-13, la 1. SNL si piazzò al 23º posto (30º nel quinquennale 2008-2013).

## Stagione

### Novità
Al termine della stagione 2011-2012, il Nafta, ultimo classificato, è stato retrocesso in 2. SNL. Al suo posto è stato promosso l'Aluminij, vincitore della 2. SNL. Il Dob, secondo classificato in 2. SNL, aveva sconfitto nello spareggio promozione-retrocessione il Triglav, penultimo classificato in 1. SNL, ma ha poi rinunciato alla promozione per motivi finanziari. Il Triglav è stato così ripescato.

### Formula
Le 10 squadre partecipanti si sono affrontate in un doppio girone di andata e ritorno, per un totale di 36 giornate.
La squadra campione di Slovenia è ammessa al secondo turno di qualificazione della UEFA Champions League 2013-2014.
Le squadre classificate al secondo e terzo posto sono ammesse al primo turno di qualificazione della UEFA Europa League 2013-2014 insieme alla vincitrice della coppa nazionale.
La penultima classificata avrebbe dovuto disputare uno spareggio promozione-retrocessione contro la seconda classificata della 2. SNL. Il 28 maggio 2013, al Mura 05, nono classificato, è stata negata la licenza di partecipazione alla 1. SNL 2013-2014; di conseguenza la squadra è stata retrocessa senza disputare lo spareggio.

L'ultima classificata è retrocessa direttamente in 2. SNL.

## Squadre partecipanti
| Club            | Città         | Stadio                      | Posizione 2011-2012  |
| --------------- | ------------- | --------------------------- | -------------------- |
| Aluminij        | Kidričevo     | Kidričevo Športni Park      | 1º posto in 2. SNL   |
| Celje           | Celje         | Arena Petrol                | 8º posto             |
| Domžale         | Domžale       | Stadio Domžale              | 7º posto             |
| Gorica          | Nova Gorica   | Športni Park                | 5º posto             |
| Koper           | Capodistria   | Stadio Bonifika             | 4º posto             |
| Maribor         | Maribor       | Stadion Ljudski vrt         | Campione di Slovenia |
| Mura 05         | Murska Sobota | Stadio Fazanerija           | 3º posto             |
| Olimpia Lubiana | Lubiana       | Stadio Stožice              | 2º posto             |
| Rudar Velenje   | Velenje       | Stadio municipale Ob Jezeru | 6º posto             |
| Triglav         | Kranj         | Stadio Stanko Mlakar        | 9º posto             |

## Classifica
|                     | Pos. | Squadra         | Pt | G  | V  | N  | P  | GF | GS | DR  |
| ------------------- | ---- | --------------- | -- | -- | -- | -- | -- | -- | -- | --- |
| Slovenia (bandiera) | 1.   | Maribor         | 78 | 36 | 24 | 6  | 6  | 80 | 35 | +45 |
|                     | 2.   | Olimpia Lubiana | 70 | 36 | 21 | 7  | 8  | 73 | 35 | +38 |
|                     | 3.   | Domžale         | 60 | 36 | 17 | 9  | 10 | 42 | 34 | +8  |
|                     | 4.   | Koper           | 55 | 36 | 14 | 13 | 9  | 52 | 42 | +10 |
|                     | 5.   | Celje           | 49 | 36 | 12 | 13 | 11 | 39 | 39 | 0   |
|                     | 6.   | Gorica          | 41 | 36 | 10 | 11 | 15 | 45 | 60 | −15 |
|                     | 7.   | Rudar Velenje   | 40 | 36 | 11 | 7  | 18 | 42 | 59 | −17 |
|                     | 8.   | Triglav         | 38 | 36 | 9  | 11 | 16 | 35 | 50 | −15 |
|                     | 9.   | Mura 05         | 33 | 36 | 9  | 6  | 21 | 43 | 66 | −23 |
|                     | 10.  | Aluminij        | 30 | 36 | 7  | 9  | 20 | 36 | 67 | −31 |

Legenda:

      Campione di Slovenia
      Qualificata alla UEFA Europa League
      Ammessa allo spareggio
      Retrocessa in 2.SNL
      A fine campionato non ottiene la licenza
Note:

Tre punti a vittoria, uno a pareggio, zero a sconfitta.

### Spareggio
Il Mura 05, che finì al penultimo posto, avrebbe dovuto disputare uno spareggio contro il Dob, secondo in seconda divisione. Ma il Mura 05 non ottenne la licenza da parte della Federcalcio slovena e cessò l'attività. Il Dob rinunciò alla promozione, quindi a salire nella massima serie fu la terza classificata: il Krka.

### Verdetti
- Campione di Slovenia:  Maribor
- In UEFA Champions League 2013-2014:  Maribor
- In UEFA Europa League 2013-2014:  Olimpia Lubiana,  Domžale,  Celje[7]
- Retrocessa in 2. SNL:  Aluminij

## Risultati
Come conseguenza del basso numero di squadre partecipanti, ogni squadra disputa quattro incontri contro tutte le altre, con una doppia andata e un doppio ritorno.
|                 | Alu | Cel | Dom | Gor | Kop | Mar | Mur | Oli | Rud | Tri |
| --------------- | --- | --- | --- | --- | --- | --- | --- | --- | --- | --- |
| Aluminij        | ––– | 1-2 | 0-1 | 2-1 | 0-3 | 1-5 | 0-2 | 2-1 | 3-0 | 1-0 |
| Celje           | 2-1 | ––– | 0-0 | 0-0 | 0-1 | 0-2 | 1-0 | 1-2 | 1-1 | 1-0 |
| Domžale         | 2-0 | 0-1 | ––– | 0-1 | 0-1 | 2-2 | 0-2 | 0-2 | 2-0 | 2-1 |
| Gorica          | 4-1 | 1-1 | 1-2 | ––– | 2-0 | 1-3 | 3-1 | 0-1 | 0-4 | 2-2 |
| Koper           | 0-0 | 1-0 | 1-2 | 4-0 | ––– | 2-3 | 4-1 | 2-0 | 1-0 | 0-0 |
| Maribor         | 2-1 | 1-2 | 2-1 | 4-0 | 0-0 | ––– | 1-0 | 1-0 | 4-0 | 1-0 |
| Mura 05         | 1-3 | 2-2 | 1-2 | 3-1 | 2-3 | 1-3 | ––– | 1-2 | 1-1 | 2-1 |
| Olimpia Lubiana | 3-0 | 2-2 | 1-2 | 1-3 | 4-1 | 0-0 | 3-1 | ––– | 2-1 | 5-1 |
| Rudar Velenje   | 1-2 | 1-0 | 1-0 | 2-2 | 0-0 | 0-3 | 2-1 | 0-5 | ––– | 1-0 |
| Triglav         | 1-0 | 0-0 | 0-1 | 2-1 | 4-0 | 1-0 | 3-1 | 0-3 | 2-2 | ––– |

|                 | Alu | Cel | Dom | Gor | Kop | Mar | Mur | Oli | Rud | Tri |
| --------------- | --- | --- | --- | --- | --- | --- | --- | --- | --- | --- |
| Aluminij        | ––– | 1-1 | 1-4 | 1-3 | 1-1 | 1-2 | 0-1 | 1-2 | 1-1 | 2-1 |
| Celje           | 0-0 | ––– | 2-1 | 2-2 | 1-0 | 1-1 | 4-0 | 2-1 | 1-1 | 1-2 |
| Domžale         | 1-0 | 1-2 | ––– | 2-1 | 1-1 | 2-1 | 1-1 | 1-1 | 2-2 | 3-0 |
| Gorica          | 0-0 | 0-0 | 0-1 | ––– | 1-1 | 1-6 | 2-0 | 1-1 | 2-1 | 2-1 |
| Koper           | 1-1 | 0-1 | 2-0 | 2-1 | ––– | 2-2 | 2-2 | 1-0 | 2-2 | 1-1 |
| Maribor         | 1-0 | 2-1 | 1-3 | 2-1 | 3-0 | ––– | 2-0 | 2-2 | 3-1 | 4-1 |
| Mura 05         | 1-1 | 0-1 | 1-0 | 0-2 | 1-1 | 1-2 | ––– | 0-4 | 4-0 | 2-1 |
| Olimpia Lubiana | 2-1 | 3-1 | 1-2 | 2-2 | 2-2 | 1-1 | 2-2 | ––– | 2-1 | 2-1 |
| Rudar Velenje   | 3-0 | 2-1 | 2-2 | 1-0 | 1-0 | 2-1 | 2-2 | 0-1 | ––– | 3-1 |
| Triglav         | 0-0 | 2-2 | 1-0 | 1-1 | 2-1 | 2-1 | 2-2 | 1-4 | 2-1 | ––– |

## Statistiche

### Classifica marcatori
| Gol |  |  | Giocatore        | Squadra                       |
| --- |  |  | ---------------- | ----------------------------- |
| 16  |  |  | Marcos Tavares   | Maribor                       |
| 15  |  |  | Nikola Nikezić   | Olimpia Lubiana               |
| 15  |  |  | Dejan Žigon      | Gorica                        |
| 14  |  |  | Mate Eterović    | Mura 05 (7) Rudar Velenje (7) |
| 14  |  |  | Robert Kurež     | Aluminij                      |
| 14  |  |  | Enis Đurković    | Triglav                       |
| 13  |  |  | Robert Berič     | Maribor                       |
| 12  |  |  | Goran Cvijanovič | Maribor                       |
| 11  |  |  | Andraž Šporar    | Olimpia Lubiana               |
| 10  |  |  | Elvis Bratanovič | Rudar Velenje                 |
| 10  |  |  | Ivan Brečević    | Koper                         |
| 9   |  |  | Damjan Bohar     | Mura 05                       |
| 9   |  |  | Nusmir Fajić     | Mura 05 (5) Maribor (4)       |